# 勝間田町
勝間田町（かつまだちょう）は、岡山県勝田郡にあった町。
現在の勝田郡勝央町岡、小矢田、勝間田、黒土、平、太平台（一部）、畑屋、東吉田に当たる。

## 沿革
- 1889年6月1日 - 町村制施行に伴い、勝南郡岡村、小矢田村、勝間田村、黒土村、畑屋村、東吉田村が合併し、勝田村となる。大字勝間田に役場を置く。
- 1891年2月27日 - 勝南郡勝田村が勝間田村に改称。
- 1900年4月1日 - 勝南郡が勝北郡と合併し、勝田郡となる。
- 1901年4月1日 - 勝田郡植月村の内、大字平を編入する。
- 1906年3月28日 - 勝間田村が町制、勝間田町となる。
- 1954年3月31日 - 勝田郡植月村、古吉野村、高取村および吉野村の内、大字豊久田の杉原地区以外と合併、勝央町となる。

## 地名の読み方
- 岡（おか）
- 小矢田（おやた）
- 勝間田（かつまだ）
- 黒土（くろつち）
- 平（たいら）
- 太平台（たいへいだい）
- 畑屋（はたや）
- 東吉田（ひがしよしだ）

## 現在の様子

### 郵便番号
- 709-4311 勝田郡勝央町岡
- 709-4312 勝田郡勝央町黒土
- 709-4313 勝田郡勝央町小矢田
- 709-4314 勝田郡勝央町東吉田
- 709-4315 勝田郡勝央町畑屋
- 709-4316 勝田郡勝央町勝間田
- 709-4321 勝田郡勝央町太平台
- 709-4334 勝田郡勝央町平

709-432Xの残りの番号は高取村を、709-433Xの残りの番号は植月村を参照。

### 教育

#### 保育園
- 勝央町立勝間田保育園

#### 小学校
- 勝央町立勝間田小学校

#### 中学校
- 勝央町立勝央中学校

#### 高等学校
- 岡山県立勝間田高等学校

### 交通

#### 鉄道
- JR姫新線 ： 勝間田駅

#### 道路

##### 高速道路
- 中国自動車道 ： 勝間田BS、勝央SA（下り）

##### 国道
- 国道179号

##### 県道
- 主要地方道
  - 岡山県道67号勝央勝北線

- 一般県道
  - 岡山県道209号勝間田停車場線
  - 岡山県道355号豊久田平線
  - 岡山県道361号畑沖勝間田線

### 河川・山岳

#### 河川
- 滝川

### 名所・旧跡・観光スポット・祭事・催事

#### 観光スポット
- おかやまファーマーズ・マーケット ノースヴィレッジ
- 勝央町郷土美術館

### 寺院・神社

#### 神社
- 大崎神社
- 岡神社
- 勝間田神社
- 栗柄神社
- 杉神社
- 畑屋神社
- 八幡神社

## 東吉田
勝間田町内には東吉田はあるのに西吉田はない。また勝央町内を見ても西吉田は見当たらない。隣接する津山市（旧大崎村）に西吉田が存在し、歴史上はこの2つが東西の対である。ただし、位置からしても分裂したわけではなく、江戸時代に同じ勝南郡に吉田村が二つあったのを区別するため、位置によって東西を冠したためにこの名称となった。西吉田では吉田神社などにその名残を残しているものが見られる。

## その他
勝央町成立後、勝間田、平の各一部、旧植月村大字植月中の一部、旧高取村大字福吉の一部から太平台が誕生。太平台には勝央中核工業団地が広がる。